# Väinö Heikkilä
Väinö Selim Heikkilä (ur. 25 kwietnia 1888 w Lieto, zm. 5 maja 1943 tamże) – fiński lekkoatleta.
Wystartował na igrzyskach olimpijskich w 1912, na których zajął 25. miejsce w indywidualnym biegu przełajowym. Wyniki tego biegu wliczały się do klasyfikacji drużynowej (wynik Heikkili, jako szósty wśród Finów, nie był do niej zaliczany), w której Finlandia wywalczyła srebro.
Reprezentował klub Liedon Parma.